# Terri Stickles
Terri Stickles est une nageuse américaine née le 11 mai 1946 à San Mateo (Californie).

## Biographie
Terri Stickles dispute l'épreuve du 400m nage libre aux Jeux olympiques d'été de 1964 de Tokyo et remporte la médaille bronze.